# Джалилов, Раджаб Али
Раджаб Али Джалилов (30 июня 1905 — май 1983) — советский хозяйственный, государственный и политический деятель. 3-й секретарь ЦК КП(б) Таджикистана. Участник Великой Отечественной войны, полковник.

## Биография
Родился 30 июня 1905 году в кишлаке Гузары-Бала Кабадианского амлоха Кабадианского бекства Бухарского Эмирата в семье кожевника. По национальности таджик. С декабря 1915 г. работал кожевником в кустарной мастерской отца в г. Кабадиан. С января 1920 г. ученик у кустарей кожевников Шарифа и Мегли. С декабря 1922 г. конюх Кабадиенского революционного комитета. С 15 января 1924 г. в Рабоче-крестьянской Красной армии красноармеец 43-го кавалерийского полка. В 1924 г. вступил в комсомол. В феврале-сентябре 1926 курсант совпартшколы в Душанбе, после чего служил в рабоче-крестьянской милиции младшим милиционером в Кабадиане. С марта 1927 г. секретарь Джиликульского райкома ВЛКСМ в кишлаке Джиликуль Таджикской АССР. С января 1929 по июнь 1930 ответсекретарь Курган-Тюбинского окружного исполкома в г. Курган-Тюбе Таджикской ССР. Член ВКП(б) с 1930 года. В июне-августе 1930 г. председатель окружного отделения хлопководческого кооперативного объединения «Пахтасоюз» в Курган-Тюбе. С августа 1930 г. секретарь Шаартузского райкома КП(б) Таджикистана в г. Шаартуз Таджикской ССР. С июля 1931 г. по март 1935 г. студент Коммунистического университета трудящихся Востока им. И.В. Сталина в Москве, после чего секретарь Джиликульского райкома КП(б) Таджикистана. С марта 1936 г. секретарь Микоянабадского райкома КП(б) Таджикистана. С апреля 1937 г.  заместитель заведующего отдела руководящих партийных органов ЦК КП(б) Таджикистана. С августа 1937 г. заведующий совторготделом ЦК КП(б) Таджикистана. С октября 1937 по май 1938 3-й секретарь ЦК КП(б) Таджикистана. С сентября 1938 по январь 1940 г. младший научный сотрудник базы Академии Наук СССР. В январе-мае 1940 г. заведующий областным отделом народного образования. С мая 1940 г. по июль 1941 г. парторг ЦК КП(б) Таджикистана декады показа искусства таджикского народа. В июле-августе 1941 г. заведующий транспортным отделом ЦК КП(б) Таджикистана. С августа 1941 г. участник Великой Отечественной войны: политрук, комендант штаба эскадрона, инструктор политотдела и секретарь парткомиссии 20-й горно-кавалерийской дивизии Западного фронта. С 14 апреля 1942 г. по 25 декабря 1942 г. военный комиссар 104-й кавалерийской дивизии Среднеазиатского военного округа. С 25 декабря 1942 г. по 24 февраля 1942 г. заместитель командира по политчасти 81-й кавалерийской дивизии 4-го кавалерийского корпуса Сталинградского фронта. В связи с отменой института военных комиссаров и введения единоначалия в Красной армии переаттестован в подполковника в конце 1942 года. С октября 1942 г. по март 1943 г. В марте-июле 1943 г. в резерве политического управления САВО. С июля 1943 г. по ноябрь 1953 г. начальник политического отдела военкомата Таджикской ССР. С ноября 1953 г. в распоряжении политуправления Туркестанский военного округа в Душанбе. С мая 1954 г. военный комиссар центрального военкомата Душанбе. В отставке с 29 августа 1959 г. С октября 1959 г. на пенсии в Душанбе. С января 1960 г. председатель городского исполкома в г. Нурск Таджикской ССР. С июля 1962 г. на пенсии в Душанбе. Избирался депутатом Верховного Совета СССР 1-го, 2-го и 3-го созывов, Верховного Совета Таджикской ССР 4-го созыва. Умер в мае 1983 г. в Душанбе.

## Воинские звания
- Старший политрук — 1941;[4]
- Батальонный комиссар;[3]
- Старший батальонный комиссар;[3]
- Подполковник — 1942;[4]
- Полковник.[1]

## Награды
- Орден Красной Звезды (26.10.1955);
- Орден «Знак Почета» (23.10.1954);
- Медаль «За боевые заслуги» (15.11.1950);
- Медаль «За оборону Сталинграда» (22.12.1942);
- Медаль «За оборону Москвы» (01.05.1944);
- Медаль «За победу над Германией в Великой Отечественной войне 1941–1945 гг.» (09.05.1945).[5]
- Грамота ЦИК Таджикской ССР (10.1936).[2]